# Martínez de la Torre
Martínez de la Torre là một đô thị thuộc bang Veracruz, México. Năm 2005, dân số của đô thị này là 97768 người.